# 19268 Morstadt
19268 Morstadt este un asteroid din centura principală de asteroizi.

## Descriere
19268 Morstadt este un asteroid din centura principală de asteroizi. A fost descoperit pe 21 octombrie 1995 la Observatorul din Ondřejov de Petr Pravec. Asteroidul prezintă o orbită caracterizată de o semiaxă mare de 2,74 ua, o excentricitate de 0,08 și o înclinație de 3,6° în raport cu ecliptica.